# Lexi Ainsworth
Alexandra Danielle Ainsworth, mer känd som Lexi Ainsworth, född 28 oktober 1992 i Oklahoma City, Oklahoma, är en amerikansk Emmy Awardvinnande skådespelerska. Hon är mest känd för sina roller som Kristina Davis i TV-serien General Hospital (även känd som Sjukhuset på svenska) och som Jessica Burns i filmen A Girl Like Her.